# Řečany nad Labem
Řečany nad Labem jsou obec, která se nachází v okrese Pardubice v Pardubickém kraji. Žije zde přibližně 1 400 obyvatel.

## Části obce
- Řečany nad Labem
- Labětín

## Historie
První písemná zmínka o obci pochází z roku 1289.

## Pamětihodnosti
- Kostel svaté Maří Magdalény
- Socha svatého Jana Nepomuckého
- Stará Pila

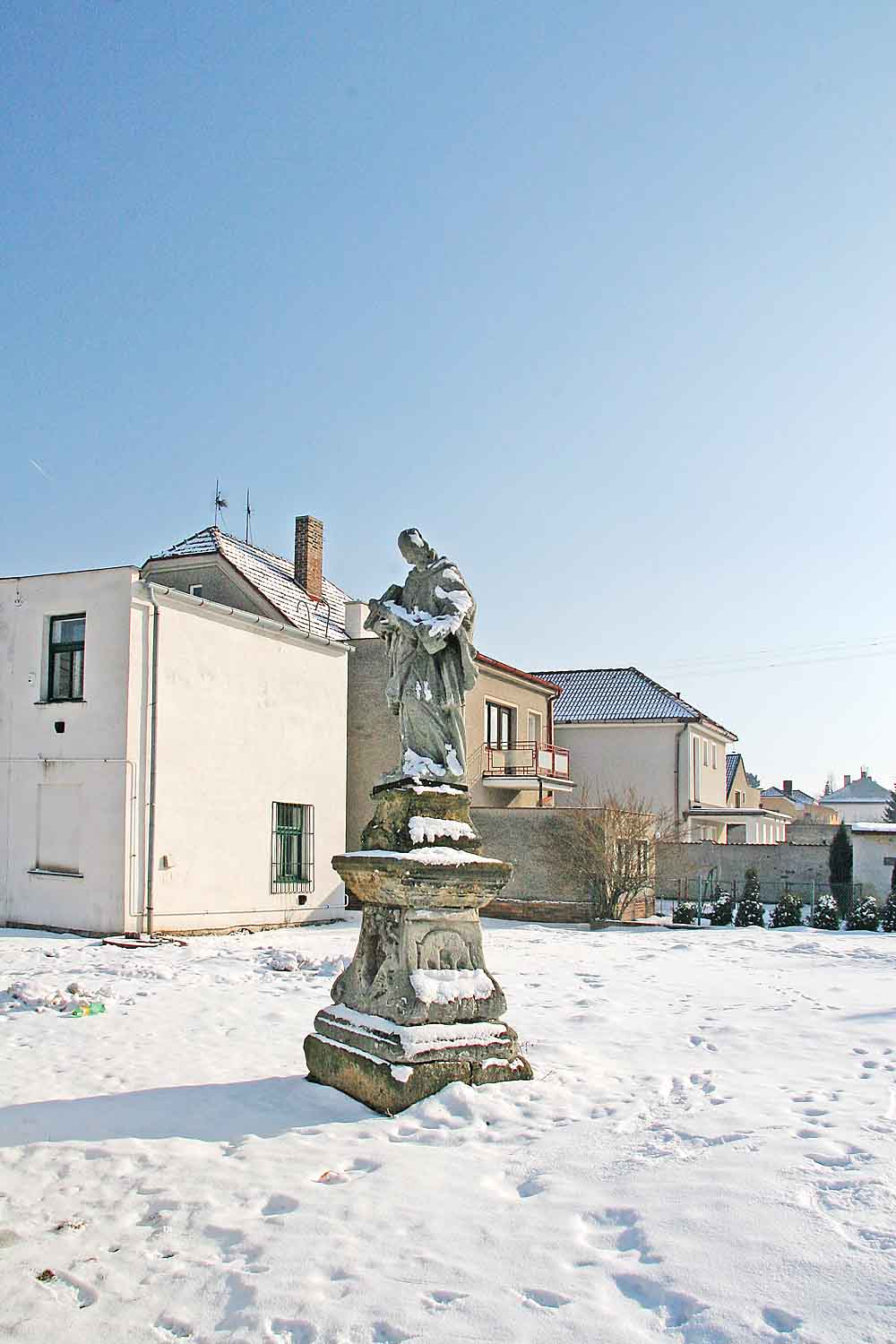
barokní socha sv. Jana Nepomuckého
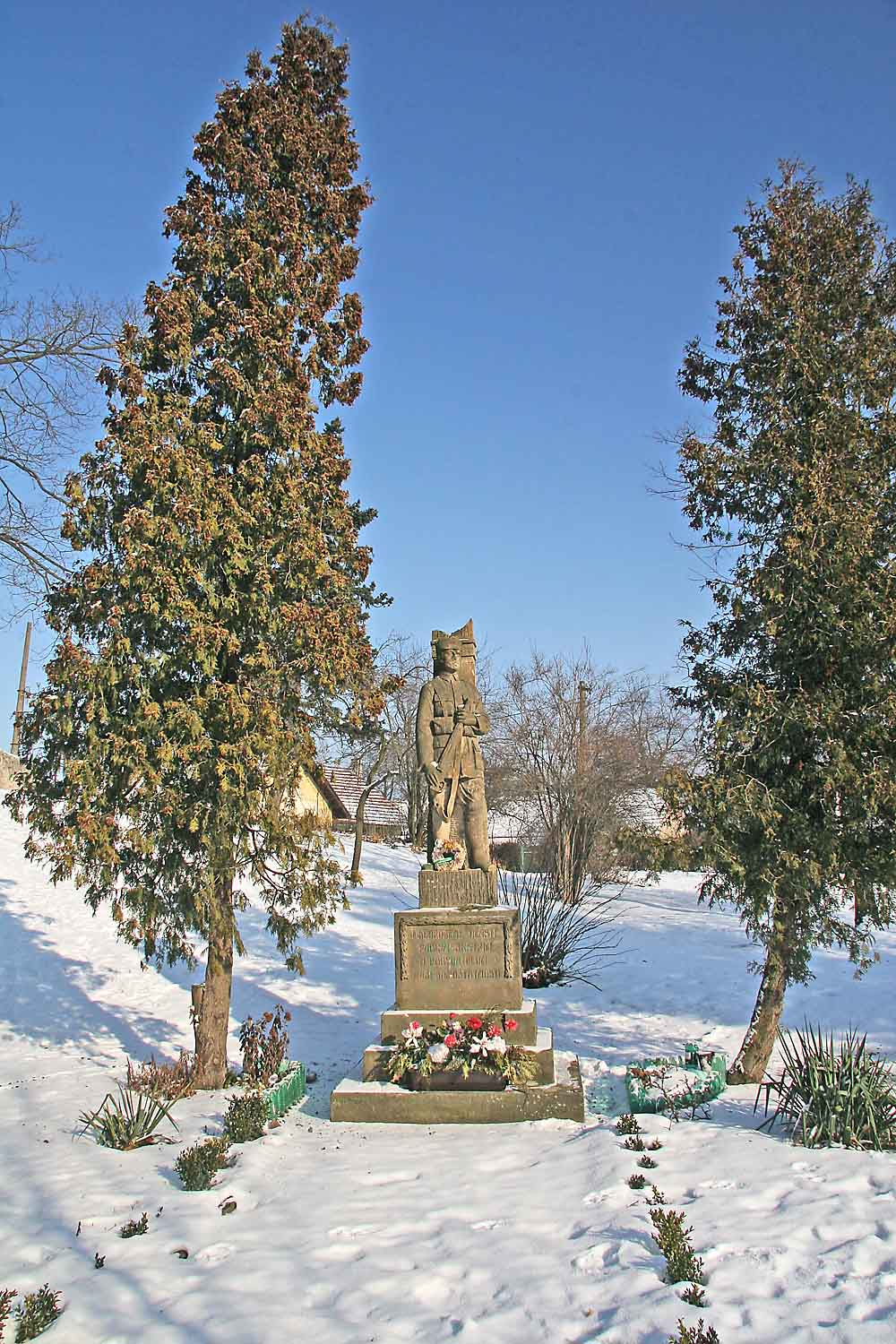
Pomník padlým v 1. světové válce

## Pověsti
Místní pán si chtěl koupit loveckého chrta, ale neměl na něj peníze. Proto se rozhodl vyměnit ho za kostelní zvon. Když ale zvon spouštěli z věže, utrhl se a skutálel se do rybníka Houšovce, který je prý bezedný.
Zvon se nepodařilo najít, jednou však u řeky žena máchala přízi. Do příze se jí zamotal zvon, ale pradlena to netušila, a tak jen zlostně zaklela. Zvon smutně zazvonil: „Zvon svatý Jan, za chrta dán!“ a potopil se navždy.